# Club of Pioneers
Der Club of Pioneers ist ein weltweites Netzwerk der jeweils ältesten noch existierenden Fußballvereine eines Landes.
Der Club of Pioneers wurde 2013 vom FC Sheffield, dem ältesten Fußballclub der Welt, gegründet. Der jeweils älteste Verein eines Landes kann ungeachtet seines  Status (Profi oder Amateur) oder der Liga, in der er spielt, beitreten. Mitgliedsvereine müssen seit dem Gründungsdatum ohne Unterbrechung fortbestehen und noch an Fußballwettbewerben teilnehmen. Der Club wurde ins Leben gerufen, um die Geschichte des Fußballs für die Zukunft zu bewahren und hat zum Ziel, alle jeweils ältesten Fußballvereine eines Landes unter seinem Dach zu vereinen und miteinander zu vernetzen.
Das Motto des Club of Pioneers lautet „Integrität – Respekt – Gemeinschaft“ und soll die eigentlichen Werte des Fußballs widerspiegeln.

## Mitgliedsvereine
| Club                      | gegründet           | Land           | Kontinent  |
| ------------------------- | ------------------- | -------------- | ---------- |
| FC Sheffield              | 1857, 24. Oktober   | England        | Europa     |
| FC Wrexham                | 1864, 4. Oktober    | Wales          | Europa     |
| FC Queen’s Park           | 1867, 9. Juli       | Schottland     | Europa     |
| Kjøbenhavns Boldklub      | 1878, 24. Oktober   | Dänemark       | Europa     |
| FC St. Gallen             | 1879, 19. April     | Schweiz        | Europa     |
| Koninklijke HFC           | 1879, 15. September | Niederlande    | Europa     |
| Cliftonville FC           | 1879, 20. September | Nordirland     | Europa     |
| Royal Antwerp FC          | 1880, 1. September  | Belgien        | Europa     |
| Savages fc PMB            | 1882                | Südafrika      | Afrika     |
| Balgownie Rangers         | 1883                | Australien     | Ozeanien   |
| Hong Kong FC              | 1886, 12. Februar   | Hongkong       | Asien      |
| Yokohama C&AC             | 1886, 26. Dezember  | Japan          | Asien      |
| Académica de Coimbra      | 1887, 3 November    | Portugal       | Europa     |
| North Store United        | 1887                | Neuseeland     | Ozeanien   |
| Örgryte IS                | 1887, 4. Dezember   | Schweden       | Europa     |
| Berliner FC Germania 1888 | 1888, 15. April     | Deutschland    | Europa     |
| Mohun Bagan AC            | 1889, 15. August    | Indien         | Asien      |
| Recreativo de Huelva      | 1889, 23. Dezember  | Spanien        | Europa     |
| FC St. George’s           | 1890                | Malta          | Europa     |
| Albion FC                 | 1891, 1. Juni       | Uruguay        | Südamerika |
| Tvøroyrar Bóltfelag       | 1892, 13. Mai       | Färöer         | Europa     |
| Santiago Wanderers        | 1892, 15. August    | Chile          | Südamerika |
| CFC Genua                 | 1893, 7. September  | Italien        | Europa     |
| Odds Ballklubb            | 1894, 31. März      | Norwegen       | Europa     |
| First Vienna FC           | 1894, 22. August    | Österreich     | Europa     |
| CS Fola Esch              | 1906, 9. Dezember   | Luxemburg      | Europa     |
| Botew Plowdiw             | 1912, März          | Bulgarien      | Europa     |
| FK Ljuboten Tetovo        | 1919, 28. März      | Nordmazedonien | Europa     |
| FK Sveikata               | 1919, 8. Juni       | Litauen        | Europa     |
| SV Voorwaarts             | 1919, 1. August     | Suriname       | Südamerika |
| Al-Ittihad Club           | 1917, 26. Dezember  | Saudi-Arabien  | Asien      |
| AC Libertas               | 1928, 4. September  | San Marino     | Europa     |

(Stand: Januar 2025)

## Pioneers Cup
Mitglieder des Club of Pioneers können einen Pioneers Cup, ein Freundschaftsturnier, an dem Mitgliedsvereine teilnehmen können, organisieren. Dabei spielen nicht die eigentlichen Mannschaften selbst mit, sondern sogenannte „Pioneer Teams“, die aus beispielsweise Fans, ehemaligen Spielern oder Angestellten des Vereins bestehen können.
| Pioneers Cup 2013 - Sheffield | |
| ----------------------------- | --- |
| Datum                         | 16. November 2013 |
| Ort                           | Coach and Horses Ground – Dronfield, England |
| Teilnehmende Teams            | Sheffield FC (England) mit u. a. Chris Waddle, Carlton Palmer, John Beresford, ... Recreativo Huelva (Spanien) CFC Genua (Italien) mit u. a. Tomáš Skuhravý, Gennaro Ruotolo, ... |
| Gewinner                      | Sheffield FC |

| Pioneers Cup 2014 - Haarlem | |
| --------------------------- | --- |
| Datum                       | 30. August 2014 |
| Ort                         | Haarlem – Niederlande                                                                                                  |
| Teilnehmenden Teams         | Sheffield FC (England) mit u. a. Chris Dolby, Andy Kiwomya... Koninklijke HFC (Niederlande) Royal Antwerp FC (Belgien) |
| Gewinner                    | Sheffield FC |

| Pioneers Cup 2014 - Huelva |                                                                                    |
| -------------------------- | ---------------------------------------------------------------------------------- |
| Datum                      | 6. September 2014                                                                  |
| Ort                        | Nuevo Colombino – Huelva, Spanien                                                  |
| Teilnehmende Teams         | RC Recreativo de Huelva (Spanien) Koninklijke HFC (Niederlande) Genoa FC (Italien) |
| Gewinner                   | RC Recreativo de Huelva                                                            |

| Pioneers Cup 2016 - Antwerpen | |
| ----------------------------- | --- |
| Datum                         | 21. Mai 2016                                                                                                 |
| Ort                           | Bosuilstadion – Antwerpen, Belgien                                                                           |
| Teilnehmende Teams            | Royal Antwerp FC (Belgien) mit u. a. Jonas De Roeck, ... Koninklijke HFC (Niederlande) Fola Esch (Luxemburg) |
| Gewinner                      | Koninklijke HFC                                                                                              |
| weitere Infos                 | Pioneers Cup Ambassador: László Fazekas                                                                      |

| Pioneers Cup 2019 - Haarlem | |
| --------------------------- | --- |
| Datum                       | 31. August 2019 |
| Ort                         | Haarlem, Niederlande |
| Teilnehmende Teams          | FK Sveikata (Litauen) mit u. a. Gintaras Cibirka, Audrius Paškevičius... Koninklijke HFC (Niederlande) Royal Antwerp FC (Belgien) |
| Gewinner                    | FK Sveikata |